# Selaginella perottetii
Selaginella perottetii är en mosslummerväxtart som beskrevs av Antoine Frédéric Spring. Selaginella perottetii ingår i släktet mosslumrar, och familjen mosslummerväxter. Inga underarter finns listade i Catalogue of Life.